# Arzenolit

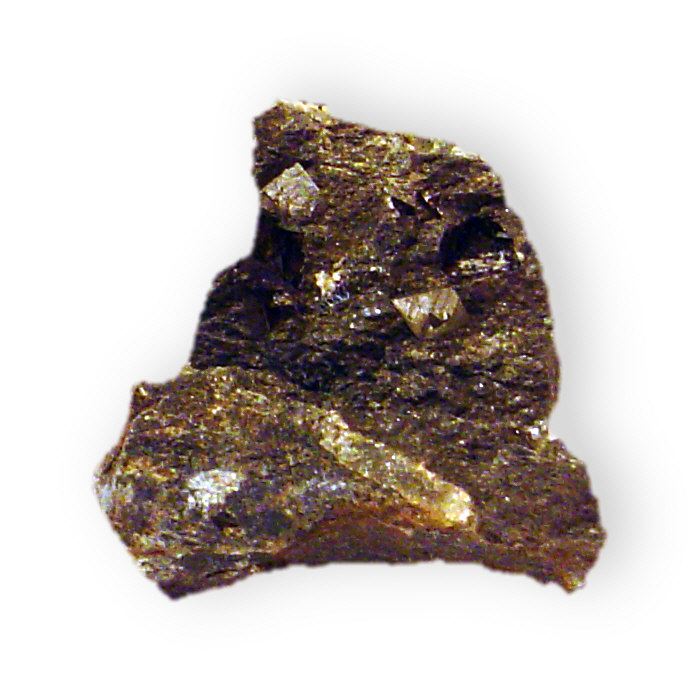
Arzenolit

Az arzenolit (névváltozata: arzénvirág), arzénoxid a szabályos kristályrendszerben kristályosodik. Az egyszerű oxidok ásványcsoportjának tagja. Lisztszerű vagy kérges bevonatokban, cseppkőszerű földes képződményként található. Fontos arzén nyersanyag, erősen mérgező.

## Kémiai és fizikai tulajdonságai.
- Képlete: As2O3.
- Szimmetriája: a szabályos kristályrendszerben, kristályai több szimmetriaelemet tartalmaznak.
- Sűrűsége: 3,7 g/cm³.
- Keménysége: 1,5, nagyon lágy ásvány (a Mohs-féle keménységi skála szerint).
- Hasadása: jól hasad.
- Törése: kagylósan, egyenetlenül törik.
- Színe: többnyire színtelen, néha sárgáspiros .
- Fénye: selyem vagy üvegfényű.
- Átlátszósága: átlátszó vagy áttetsző.
- Pora:  fehér, halványsárga.
- Elméleti arzéntartalma: As= 75,0%.

## Keletkezése
Arzéntartalmú ércek felületén, elsősorban arzenopirit és smaltin előfordulásokban másodlagosan keletkezik.

## Előfordulásai
Németországban a Harz-hegységben és az Érchegységben, tömegesen St.Andreasberg környékén található. Angliában Cornwall vidékén. Svédország területén. Oroszország területén az Ural-hegységben több helyen és kelet Szibériában. Az Amerikai Egyesült Államok területén Kalifornia szövetségi államban vannak jelentősebb előfordulások. Megtalálható a Dél-afrikai Köztársaságban Transvaal területén. Ausztrália területén a Tasmán-szigeten van jelentős előfordulás.

## Hazai előfordulások
A recski ércesedésekben megtalálható. Nagybörzsöny közelében a bányászati műveletekben több helyen megtalálták. Alsó-rózsabánya területén az arzenopirit másodlagos ásványa.
Kísérő ásványok: arzenopirit, enargit, kloantit és smaltin.